# Carzago Riviera
Carzago Riviera è una frazione del comune di Calvagese della Riviera, in provincia di Brescia.

## Storia
Carzago era fino al 1927 comune autonomo. All'inizio del secolo scorso si diede una nuova denominazione in Carzago Riviera, in quanto dal suo territorio, nella zona collinare, ad est, si può ammirare il lago di Garda.
Certamente a Calvagese vi furono insediamenti di coloni (ville) in epoca romana, dei quali sono stati ritrovati dei resti. Verso il X secolo venne costruito il castello per ripararsi e difendersi dalle invasioni degli ungari. Anche a Mocasina nello stesso periodo venne costruita una rocca nella località denominata Torre che sovrastava il guado del fiume che collegava il proprio territorio con quello di Prevalle (al tempo Goglione di sopra e Goglione di sotto).

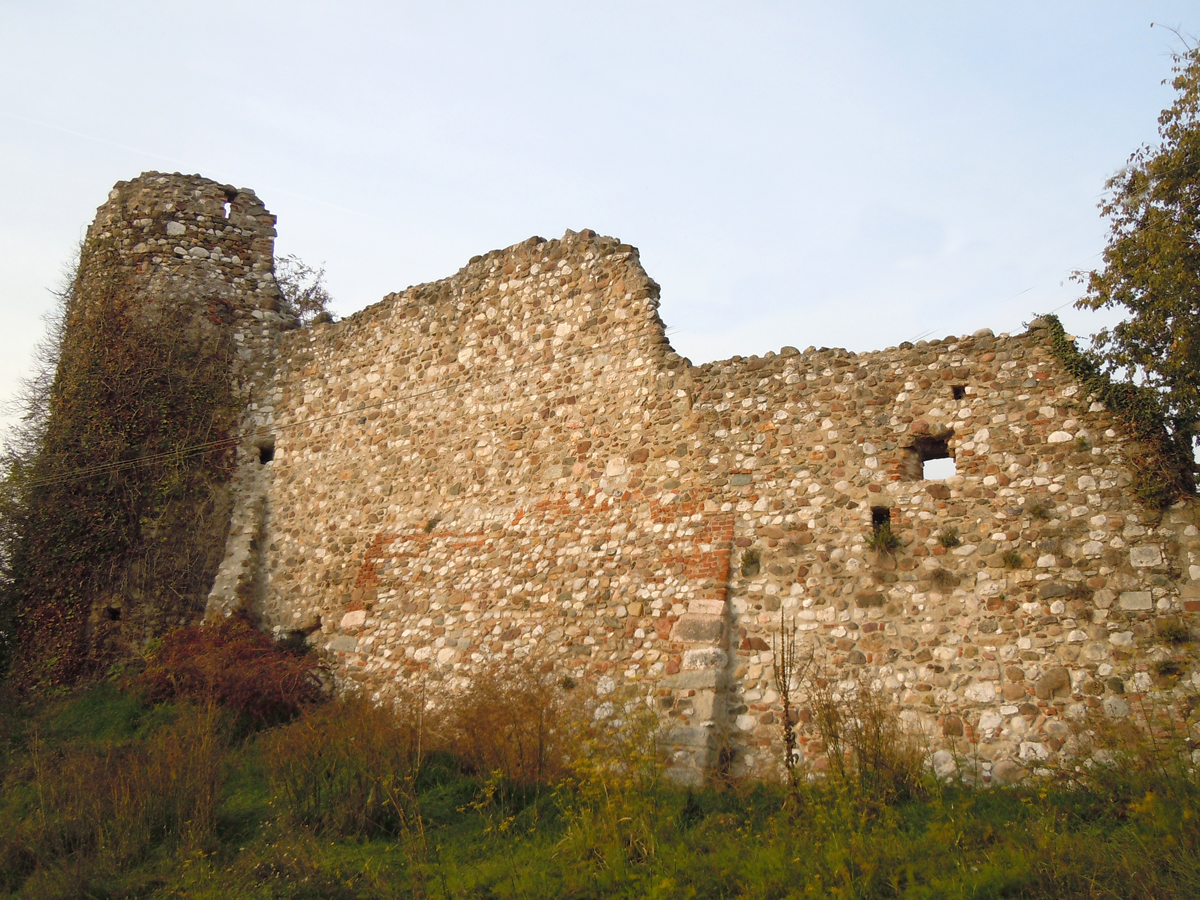
Carzago Riviera, le mura del castello

A Carzago il castello ancora oggi testimonia con le sue mura la sua funzione di difesa contro le invasioni barbariche del Medioevo. Si pone su un leggero rialzo del terreno e sovrasta il paese. Di forma quasi quadrata con quattro piccole torri circolari venne costruito alla "paesana" con ciottoli, senza regolarità. Il mastio si innalza sulla porta di ingresso a mezzogiorno ed è stato trasformato in campanile.
Calvagese con Mocasina e Carzago gravitarono religiosamente ma anche economicamente e socialmente nella Pieve di Pontenove. Parte del territorio del Comune fu proprietà del vescovo di Brescia che aveva infeudato numerosi territori nella valle del fiume Chiese. Risulta che anche gli Averoldi, signori del Castello di Drugolo all'incirca da poco dopo il X secolo e sino all'inizio del Novecento, possedessero numerose proprietà nel territorio comunale. Parte del territorio di Carzago, invece, appartenne ai conti di San Martino, che vi tenevano degli Arimanni. L'imperatore Enrico VI, per acquisire meriti spirituali e salvarsi l'anima, fece dono di gran parte del territorio di Calvagese al monastero di Leno.

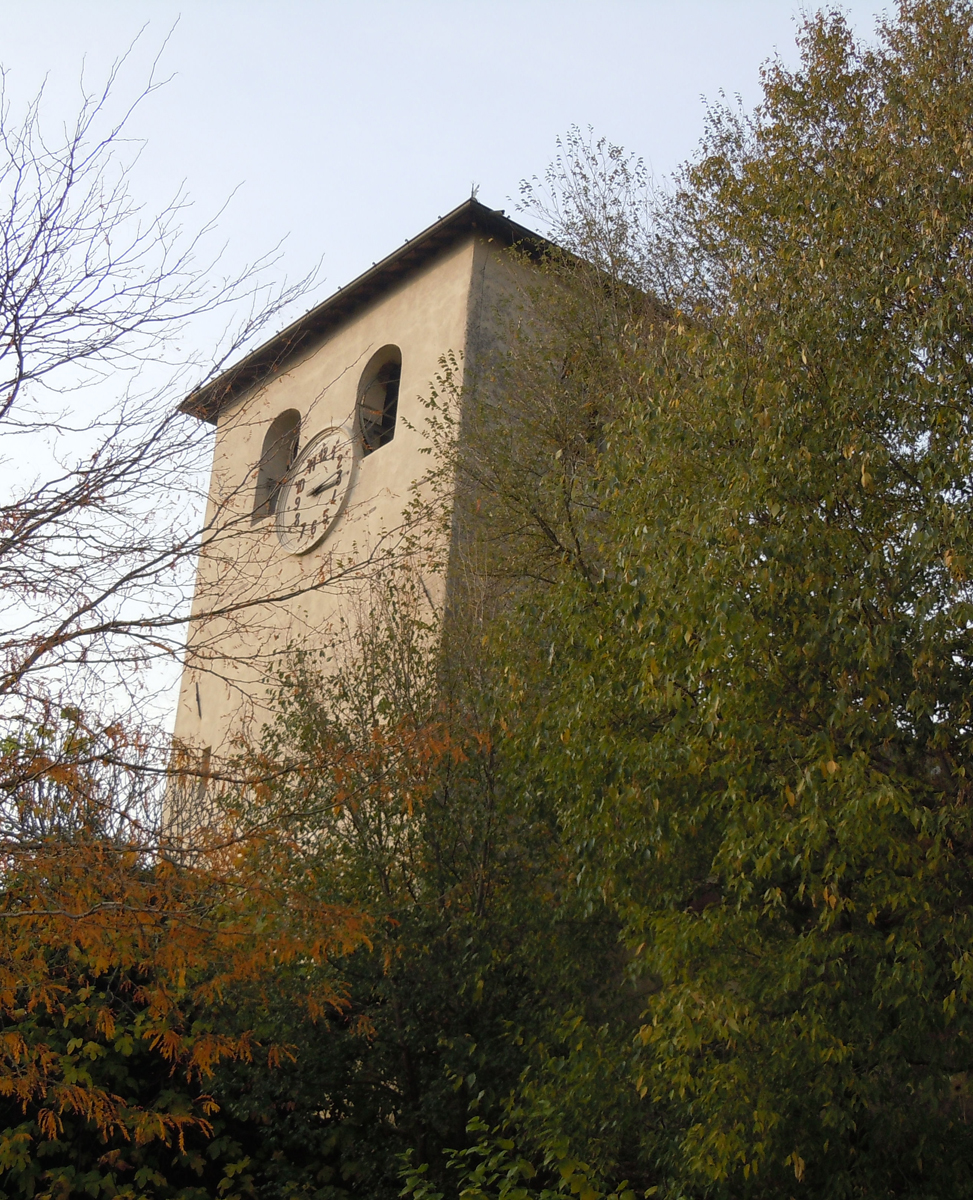
Carzago Riviera, torre del castello

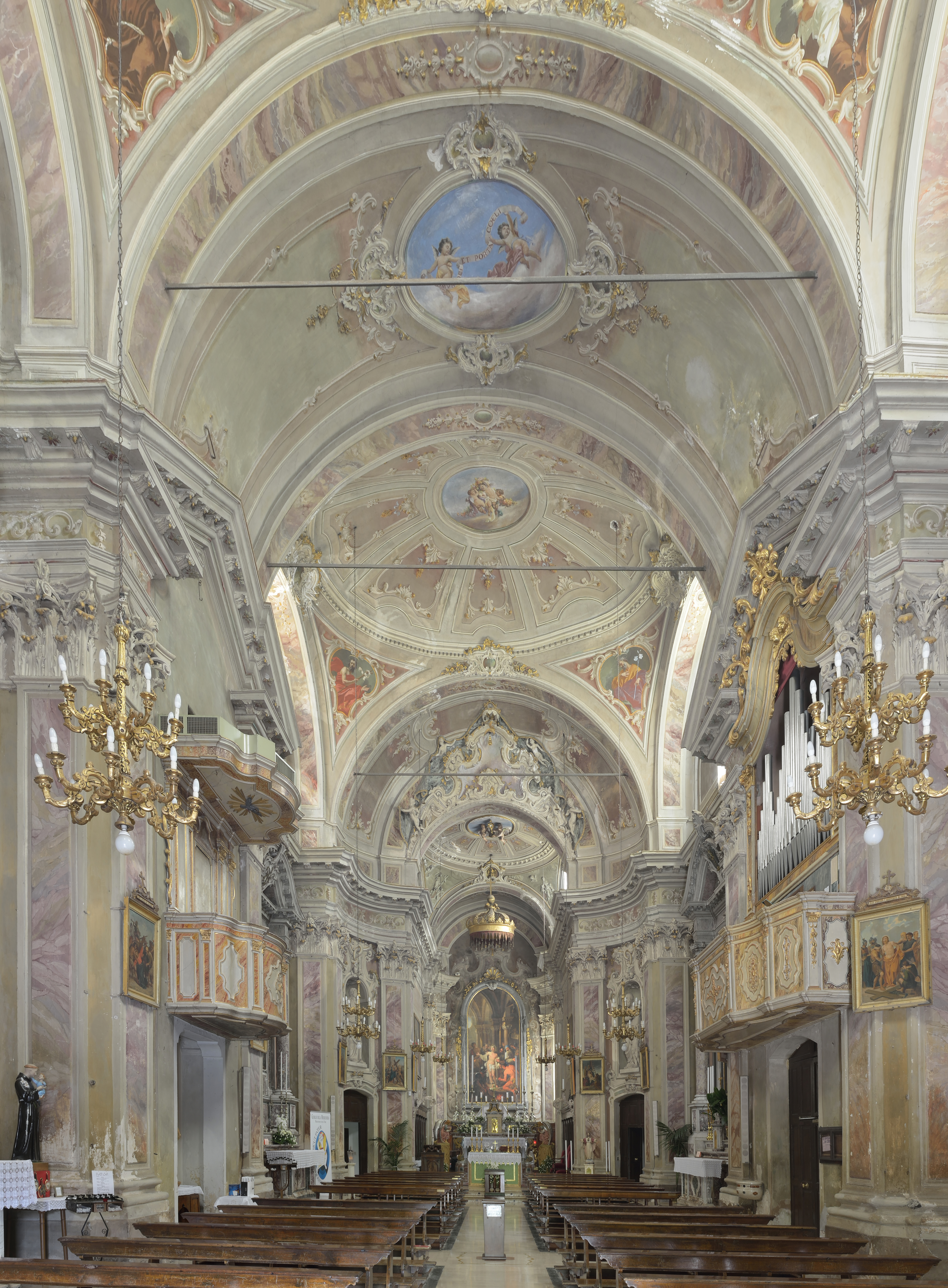
Interno della chiesa di San Lorenzo

Lentamente le pievi iniziarono a perdere la loro importanza e iniziarono a connotarsi meglio le autonomie delle piccole comunità e anche Calvagese e Carzago si costituirono come Comuni e religiosamente si resero autonomi costruendosi proprie chiese.
Nel secolo XIV sorse a Calvagese la chiesa intitolata a San Pietro. Della chiesa di San Giorgio a Mocasina si ha notizia in un'investitura del Vescovo di Brescia del 2 giugno 1342.
Il Comune di Calvagese nel Medioevo era uno dei maggiori centri del basso Garda. Si pensi che nel 1387 contava 18 fuochi (comunità famigliari con numerosi componenti ciascuna) e Carzago 6, Bedizzole, sede della pieve 20, Desenzano solamente 8.
Calvagese e Carzago vennero assoggettati al dominio veneto e fecero parte della provincia veneta denominata "Magnifica Patria" che aveva suo capoluogo Salò. Più volte il Comune di Brescia cercò di annettersi i territori dei due comuni. Nel 1532 con altri comuni tentarono di costituire un Provveditorato autonomo con a capo un Podestà bresciano, ma il tentativo fallì.
Carzago, in particolare, ricorda la presenza di famiglie illustri, proprietarie di gran parte dei terreni, e lì rimangono ancora oggi le loro dimore signorili: gli Aleni di Bottenago, i Rovellio dell'Arzaga, i Conter di Salò, i Buzzoni de Accursi  pure di Salò, gli Averoldi di Cadignano a Drugolo.
Il paese fu testimone il 6 agosto 1848 delle imprese dei 200 uomini della legione Borra, che sbaragliarono un contingente austriaco.

## Monumenti e luoghi d'interesse
- Chiesa parrocchiale di San Lorenzo, con dipinti di Ludovico Gallina e Grazio Cossali
- Castello medievale, con torre d'ingresso trasformata in campanile.
- Museo d'arte Sorlini
- Palazzo Arzaga

## Economia
L'economia fu agricola sino alla seconda guerra mondiale con attività legate al baco da seta e alla vite. In un Dizionario corografico-universale del 1850 a proposito di Mocasina si leggeva: "territorio coltivato diligentemente a viti e a gelsi". Si distingue per la produzione del vino DOC groppello di Mocasina.
La vocazione agricola del territorio comunale è testimoniata dalla presenza di alcune aziende agricole e vitivinicole con terreni destinati alla produzione di cereali e di vini pregiati quali il Groppello, il Riesling e il Chiaretto. Accanto all'agricoltura, a partire dagli anni sessanta, si è affermato il settore artigianale, importante nell'economia di Calvagese, che opera nei settori dell'arredamento, della lavorazione dei metalli, del florovivaistico, delle costruzioni e dell'impiantistica.